# Peter Frank (Jurist)

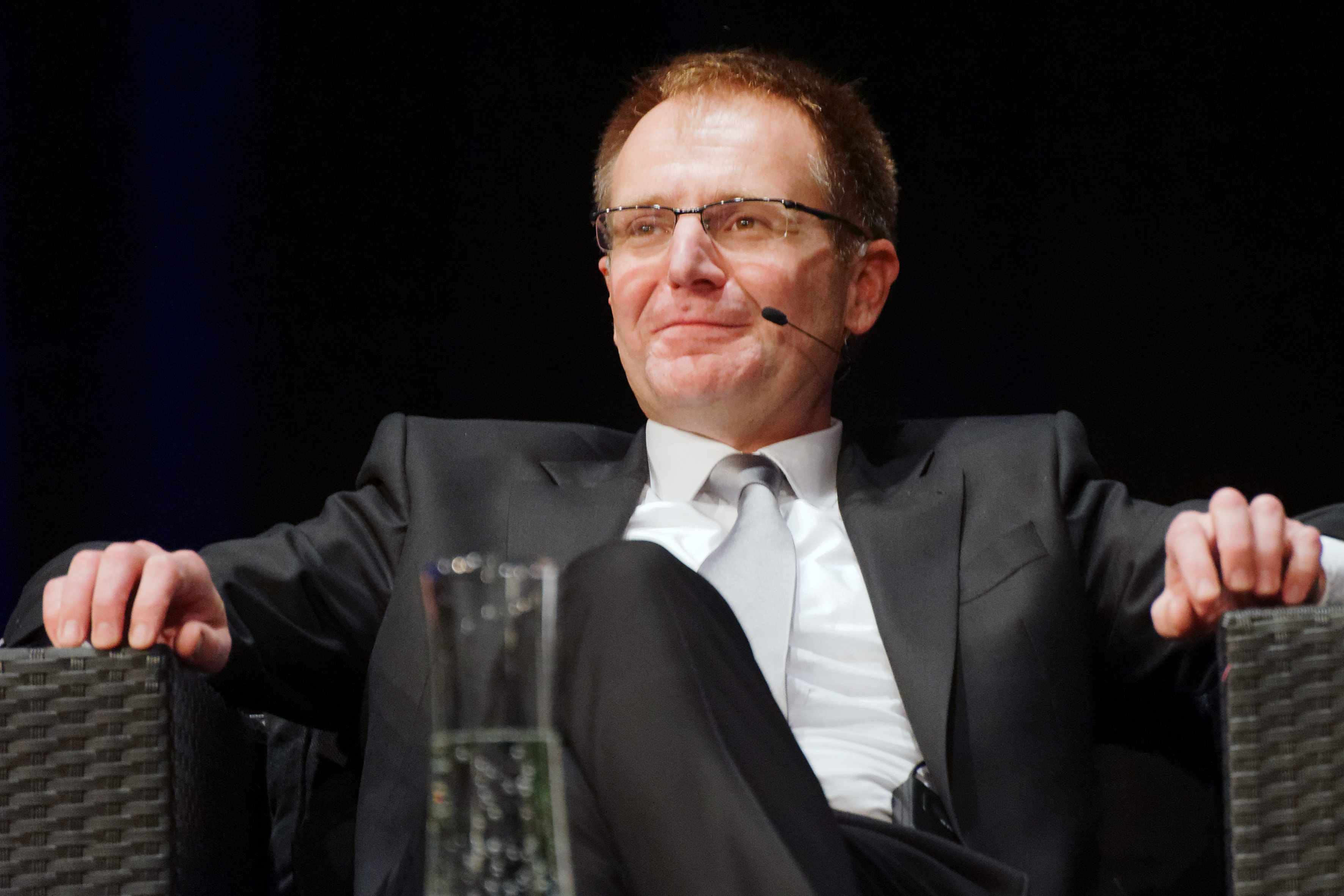
Peter Frank (2016)

Peter-Herbert Frank (* 5. Mai 1968 in Lauda) ist ein deutscher Jurist. Er war ab 1995 im Justizdienst des Freistaats Bayern tätig, zuletzt ab März 2015 als Generalstaatsanwalt in München. Von Oktober 2015 bis Dezember 2023 war er Generalbundesanwalt. Seit Dezember 2023 ist er Richter des Bundesverfassungsgerichts.

## Leben
Peter Frank machte 1987 sein Abitur am Matthias-Grünewald-Gymnasium Tauberbischofsheim und studierte in der Folge Rechtswissenschaft an der Julius-Maximilians-Universität Würzburg. Während seines Studiums wurde er Mitglied der katholischen nichtschlagenden Studentenverbindung KDStV Cheruscia Würzburg im CV. Die Erste Juristische Prüfung legte er 1992 in Würzburg ab, die Zweite Staatsprüfung 1994 in München und bestand jeweils als bester Absolvent in Bayern. 1995 promovierte er an der Universität Würzburg im Straf- und Strafverfahrensrecht mit einer Arbeit über Die Verwertbarkeit rechtswidriger Tonbandaufnahmen Privater.
Im April 1995 trat Frank in den bayerischen Justizdienst ein und arbeitete zunächst im Bayerischen Staatsministerium der Justiz, danach kurze Zeit als Staatsanwalt bei der Staatsanwaltschaft München I. Anschließend wurde er an die Vertretung des Freistaates Bayern beim Bund abgeordnet. Danach wurde er als Richter am Landgericht München I eingesetzt. Ab November 2006 erfolgte erneut eine Verwendung im bayerischen Justizministerium, wo er sowohl in der Personalabteilung als auch im Leitungsbereich tätig war. Von Februar 2010 bis September 2011 wurde er als Richter am Oberlandesgericht München eingesetzt. Im Oktober 2011 kehrte Frank in das bayerische Justizministerium zurück, wo er zuletzt als Leiter der Personalabteilung, verantwortlich für oder zumindest involviert war in alle wichtigen Postenvergaben, Versetzungen und Beförderungen im Apparat. Im März 2015 wurde Frank zum Generalstaatsanwalt befördert und leitete die Generalstaatsanwaltschaft München, die für den Bezirk des Oberlandesgerichts München zuständig ist.
Die bayerische Staatsregierung wollte ihn beim nächsten regulären Wechsel in das Amt des Generalbundesanwaltes, der im Frühjahr 2016 angestanden hätte, als Kandidat benennen. Frank wurde bereits im August 2015 von Justizminister Heiko Maas im Zuge der Affäre um die Landesverrats-Ermittlungen gegen zwei Journalisten des Blogs netzpolitik.org als Nachfolger von Generalbundesanwalt Harald Range vorgeschlagen. Am 19. Oktober 2015 wurde Frank im Rahmen einer Feierstunde in Karlsruhe mit 47 Jahren als der bisher jüngste Generalbundesanwalt offiziell in sein Amt eingeführt.
Im Juni 2018 erwirkte er einen internationalen Haftbefehl gegen den Chef der syrischen Luftwaffe.
Am 24. November 2023 wurde Frank vom Bundesrat auf Vorschlag von CDU und CSU einstimmig zum Richter des Bundesverfassungsgerichts gewählt. Er folgt Peter Müller im Zweiten Senat. Am 21. Dezember 2023 wurde er von Bundespräsident Frank-Walter Steinmeier ernannt. Franks Nachfolger als Generalbundesanwalt wurde Jens Rommel.
Frank bearbeitet seit 2007 das Staatsbürger-Taschenbuch der Bundeszentrale für politische Bildung. Seit August 2012 ist er Vorsitzender der Felix Porsch-Johannes Denk-Stiftung des Cartellverbandes.

## Persönliches
Frank ist katholisch und verheiratet. Seine Ehefrau stammt aus Margetshöchheim und ist Lehrerin für Mathematik und Physik. Zusammen haben sie zwei Töchter und einen Sohn.

## Veröffentlichungen
- Die Verwertbarkeit rechtswidriger Tonbandaufnahmen Privater. Überlegungen zu einem einheitlichen Schutz des Rechts am gesprochenen Wort im Straf- und Strafverfahrensrecht. 1. Auflage. Nomos Verlag, Baden-Baden 1996, ISBN 3-7890-4162-9 (zugleich Dissertation, Universität Würzburg 1995).
- Staatsbürger-Taschenbuch. Alles Wissenswerte über Europa, Staat, Verwaltung, Recht und Wirtschaft mit zahlreichen Schaubildern. Bearbeitet von Peter Frank, begründet von Otto Model, fortgeführt von Carl Creifelds. 33. Auflage. Bundeszentrale für politische Bildung, Bonn 2012, ISBN 978-3-8389-0271-5 (Lizenz des C. H. Beck Verlages, München).